# (68325) Begues
(68325) Begues est un astéroïde de la ceinture principale.

## Description
(68325) Begues est un astéroïde de la ceinture principale. Il fut découvert le 23 avril 2001 à Begues par José Manteca. Il présente une orbite caractérisée par un demi-grand axe de 3,05 UA, une excentricité de 0,17 et une inclinaison de 16,9° par rapport à l'écliptique.

## Compléments